# اولگا واسیوکووا
اولگا واسیوکووا (روسی: Ольга Петровна Васюкова؛ زادهٔ ۸ مهٔ ۱۹۸۰) شناگر شنای موزون اهل روسیه است.
وی همچنین برندهٔ جوایزی همچون نشان دوستی شده‌است.